# Autoserica caifensis
Autoserica caifensis är en skalbaggsart som beskrevs av Brenske 1897. Autoserica caifensis ingår i släktet Autoserica och familjen Melolonthidae. Inga underarter finns listade.